# Abbaye de Kelso
 (février 2016).
Si vous disposez d'ouvrages ou d'articles de référence ou si vous connaissez des sites web de qualité traitant du thème abordé ici, merci de compléter l'article en donnant les références utiles à sa vérifiabilité et en les liant à la section « Notes et références ».
L’abbaye de Kelso est une abbaye écossaise construite au XIIe siècle par une communauté de moines de l'Ordre de Tiron qui s'étaient établis auparavant à l'abbaye voisine de Selkirk.

## Construction et montée en influence
Les moines commencent la construction de l'abbaye en 1128 sur des terres accordées par le roi David Ier d'Écosse, et elle est dédiée à la Vierge Marie et à l'apôtre Jean lorsqu'elle est terminée en 1143. L'abbaye prend rapidement son essor pour devenir l'une des plus riches et des plus grandes abbayes d'Écosse, puisant la majeure partie de ses revenus à partir des vastes domaines qu'elle possède de part et d'autre de la frontière avec l'Angleterre. Elle est également le siège de la seigneurie d'Holydean (comté historique de Roxburghshire). Le couronnement du roi Jacques III d'Écosse y a lieu en 1460, indiquant l'importance de l'abbaye.

## Le déclin

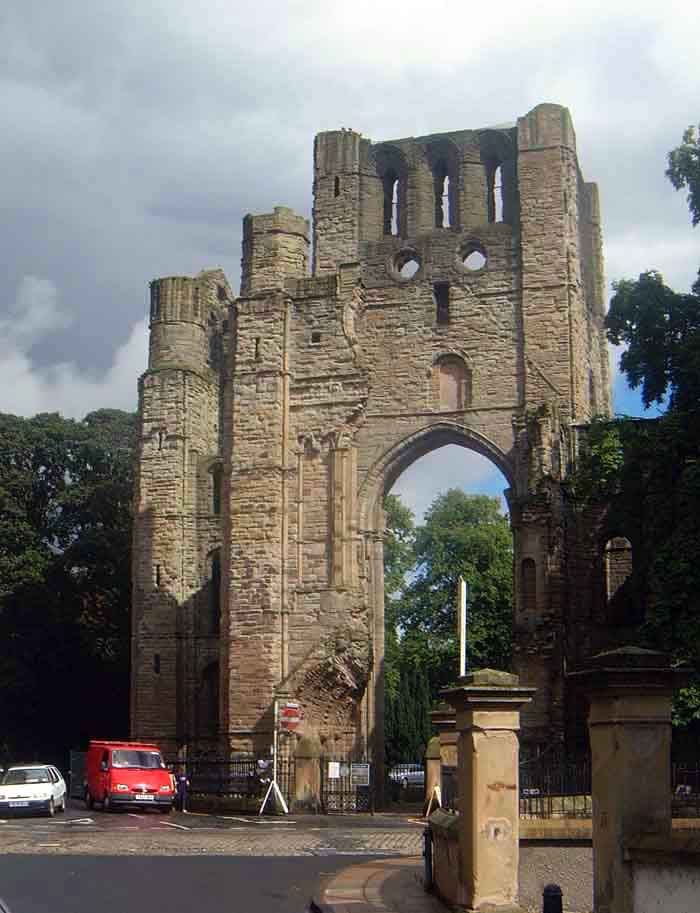
Abbaye de Kelso.

Cependant, l'abbaye souffre des raids de part et d'autre de la frontière étant donné sa proximité avec l'Angleterre. Elle est endommagée lors des guerres d'indépendance de l'Écosse, au début du XIVe siècle, mais est restaurée par les moines. À partir de 1544, Henri VIII d'Angleterre tente de forcer militairement un mariage entre Marie Ire d'Écosse et son fils Édouard VI. Cette tentative connue sous le nom de Rough Wooing prend la forme d'escarmouches le long de la frontière ; la campagne menée par Edward Seymour cause des destructions considérables à nombre d'abbayes du sud de l'Écosse, comprenant non seulement Kelso mais également Melrose, Dryburgh et Jedburgh. La Réforme protestante arrive en Écosse en 1560, et une des conséquences en est que l'abbaye de Kelso n'a aucune chance d'être reconstruite. À la suite d'autres attaques et dommages subis par l'abbaye, elle est officiellement déclarée abandonnée en 1587.

## Après la réforme protestante
Après la réforme, l'abbaye est partiellement utilisée comme église paroissiale entre 1647 et 1771, tandis que d'autres parties de la structure sont démantelées afin d'en récupérer les pierres pour construire de nouveaux bâtiments à Kelso. En 1805, une grande partie des ruines est « nettoyée », ne laissant subsister que la tour ouest et le transept (nef transversale de l'église). En 1933, un mémorial est édifié pour Henry Innes-Ker, 8e Duc de Roxburghe, dans le respect du style du XIIe siècle utilisé lors de la construction de l'abbaye. Les ruines sont maintenant entretenues par Historic Scotland et sont libres d'accès.

## Liste des abbés, prieurs et prêtres de Kelso
L'abbé de Kelso fut d'abord Abbé de Selkirk, avant l'établissement à Kelso par le roi David et John Capellanus ou Jean de Glasgow, évêque de Glasgow. 